# Шарпантье, Жан-Батист Жюд
Жан-Батист Жюд Шарпантье́ (фр. Jean-Baptiste Jude Charpentier; ок. 1740 года — ок. 1800 года, Санкт-Петербург) — французский грамматик; автор учебника русского языка (Eléments de la langue russe; С.-П., 1768).

## Биография
Один из многочисленных второстепенных европейских учёных, которые в течение XVIII века столь легко находили приют под кровом русской академии наук. Большую часть жизни провёл в России, где, выучив не без труда русский язык, опубликовал «методу» по его изучению под заглавием «Eléments de la langue russe, ou Méthode courte et facile pour apprendre cette langue conformément à l’usage (par Charpentier)» («Составные части русского языка, или Краткий и лёгкий метод познания этого языка сообразно его употреблению»).
Вернулся во Францию, но испугавшись бесчинствующей революции, вернулся в Петербург, где и умер около 1800 года.

## Творчество
- Из произведений Шарпантье примечателен опыт изложения того нового, что Ломоносов внёс в русскую грамматику; труд этот появился в Петербурге в 1768 году и переиздавался в 1787, 1795 и 1805 годы: «Eléments de la langue russe, ou Méthode courte et facile pour apprendre cette langue conformément à l’usage». Санкт-Петербург; типография Имперской академии наук.